# Aleksandrovac (Bośnia i Hercegowina)
Aleksandrovac (cyr. Александровац) – wieś w Bośni i Hercegowinie, w Republice Serbskiej, w gminie Laktaši. W 2013 roku liczyła 802 mieszkańców.